# Maison-musée Fiodor Dostoïevski
La maison-musée Fiodor Dostoïevski (en russe : Дом-музей Ф. М. Достоевского) est située dans la ville de Staraïa Roussa, dans l'oblast de Novgorod, sur la rive de la rivière Poroussïa qui se jette dans la rivière Polist.
La surface du musée de 170 m2, est répartie en : expositions temporaires — 50 m2 ; dépôt — 22 m2 ; parc et stationnement : 1,3 hectare. Le nombre de membres du personnel s'élève à 16 dont 3 collaborateurs scientifiques. Le nombre moyen de visiteurs s'élève à 15 000 par an. Une bibliothèque scientifique est installée dans le musée et dans un immeuble proche rattaché à celui-ci où travaillent ces collaborateurs scientifiques. Celui-ci détient une précieuse collection d'objets ayant appartenu à l'écrivain durant sa vie.

## Histoire
En 1872, la famille Fiodor Dostoïevski, sur le conseil d'amis, décide de passer l'été à Staraïa Roussa. Elle s'installe au presbytère Roumiantsev, mais dès 1873, elle loue une maison en bois à deux étages sur les bords de la rivière qui traverse la ville. C'est une maison qui appartenait à un lieutenant-colonel retraité, A. K. Gribb. Ce dernier meurt peu après, en mai 1876, et Dostoïoevski achète la maison avec le jardin aux héritiers. C'est la première maison dont l'écrivain est propriétaire, n'ayant logé jusqu'alors que dans les appartements pris en location. Il a 55 ans.
C'est dans cette maison qu'est né le quatrième enfant de la famille Dostoïevski, prénommé Alexeï, le 10 août 1875. La maison et la ville de Staraïa Roussa deviennent un refuge familial, où l'écrivain accède au calme tant attendu, loin des bruits de la capitale. C'est là qu'il écrit : Les Démons, L'Adolescent, Les frères Karamazov, ainsi que d'autres récits.
Après la mort de Dostoïevski, le 28 janvier 1881, son épouse Anna Dostoïevskaïa continua à venir à Staraïa Roussa et ce jusqu'en 1914.
Le 4 mai 1909 peut être considérée comme la date de fondation de la maison-musée de Staraïa Roussa. En 1918 le Conseil de la ville déclare la maison : « monument historique et littéraire préservé ». Le bien est transféré en pleine et gratuite propriété à la section russe du Conseil de l'éducation populaire. La maison de Dostoïevski a traversé et survécu à la période de la Révolution d'Octobre et à la guerre civile russe. En 1931 un panneau commémoratif a été apposé sur sa façade.
La ville de Staraïa Roussa a été presque entièrement détruite pendant la Seconde Guerre mondiale. La maison de Dostoïevski est l'une des rares maisons qui ont miraculeusement été préservées. Elle était toutefois dans un triste état après la guerre. Elle a toutefois été restaurée et sauvée de l'abandon en 1961. Le mérite en revient à l'écrivain Vladislav Glinka, collaborateur de la Maison Pouchkine. À l'initiative et avec l'aide d'un habitant de la ville de Staraïa Roussa Georgi Ivanovitch Smirnov (1921—1983) en 1971 , le 150e anniversaire de la naissance de l'écrivain a vu l'ouverture d'une exposition et la création du musée de Staraïa Roussa.
Ce n'est que le 4 mai 1981 que toute la maison fut occupée par l'espace muséal et ouverte au public. À l'étage on trouve six pièces, dans lesquelles vécut la famille, selon les souvenirs de son épouse, des visiteurs et invités. La maison a été restaurée avec son mobilier, des effets et biens appartenant à la famille, des photographies, des documents, des éditions d'époque de ses œuvres, des meubles d'époque.
Au rez-de-chaussée, on trouve une salle pour les expositions, les soirées musicales ou littéraires. Des évènements majeurs de dimension internationale s'y déroulent comme les soirées de lecture de Staraïa Roussa . À proximité, se trouve également le centre culturel de la maison-musée Dostoïevski où se tiennent des évènements littéraires depuis quelques années et où les collaborateurs scientifiques poursuivent leurs travaux.
La maison-musée fait partie du musée-réserve de Veliki Novgorod et est ouverte toute l'année.

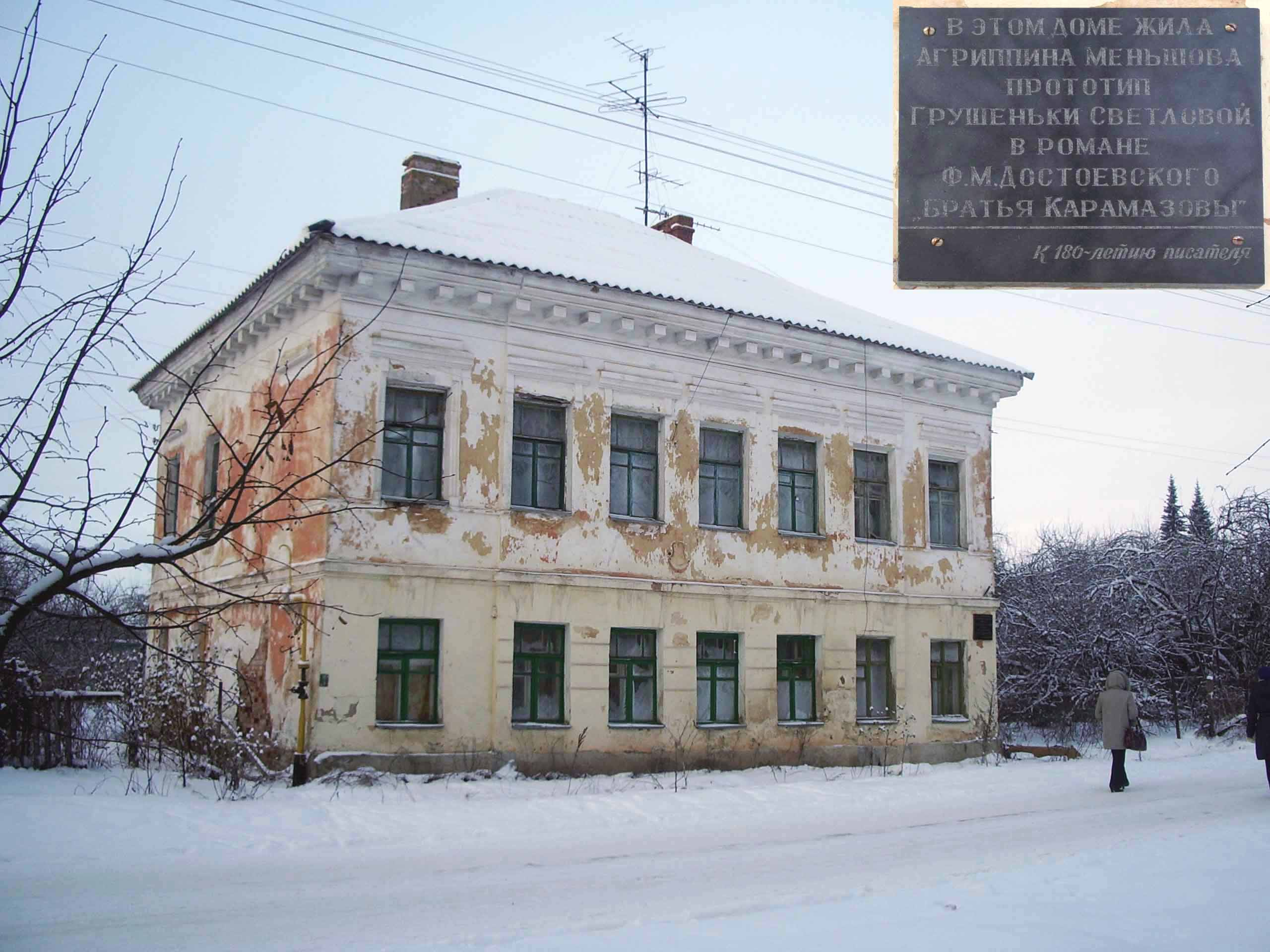
Dom Grushi

C'est dans cette maison dite "Dom Grushi" située presque en face de la maison de l'écrivain, de l'autre côté de la rivière, qu'a vécu Agrippina Menytsova qui a servi de modèle pour le personnage d'Agrafena Alexandrovna Svietlova (Grouchenka) dans le roman « Les Frères Karamazov ».

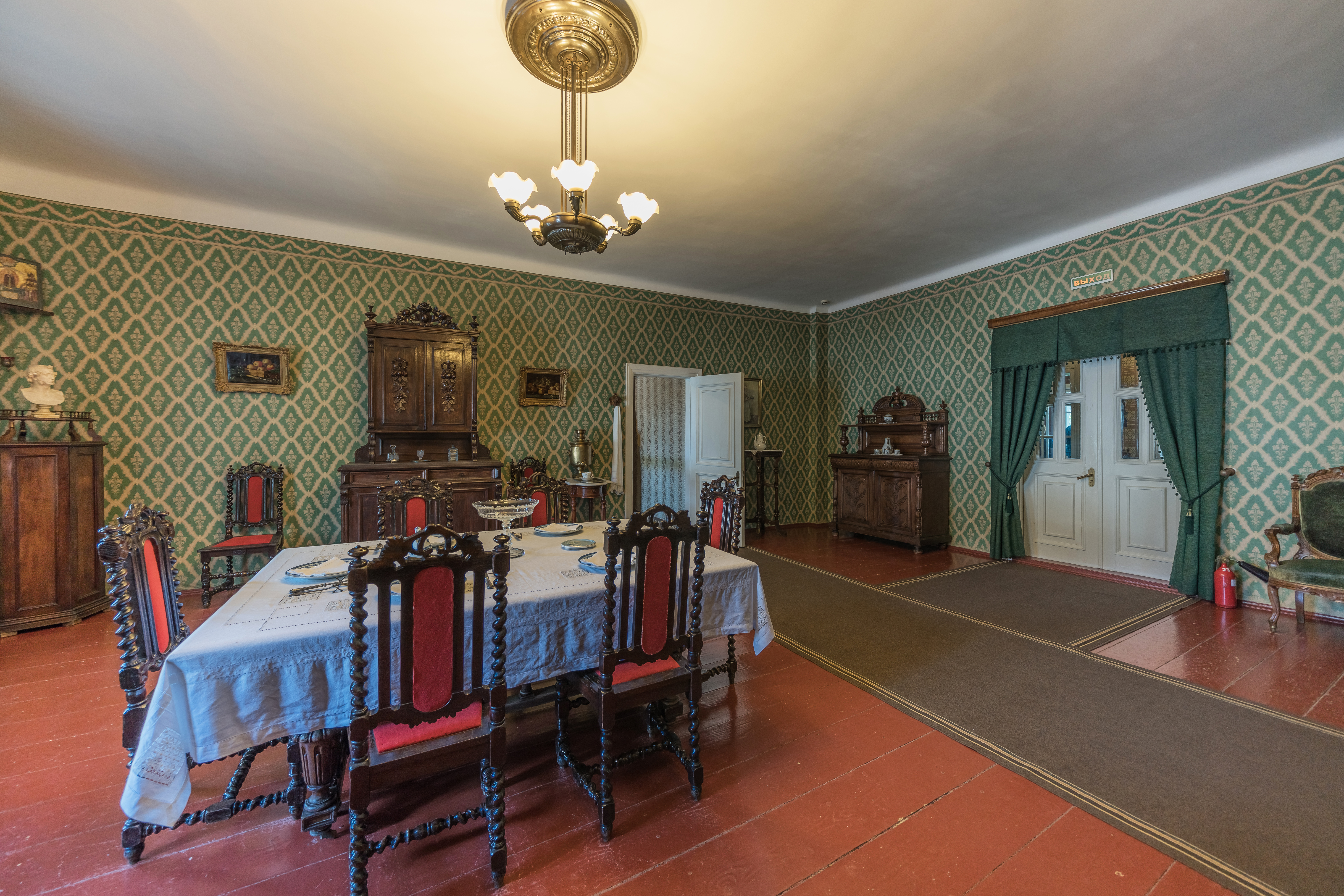
Salle à manger de la maison de Dostoïevski
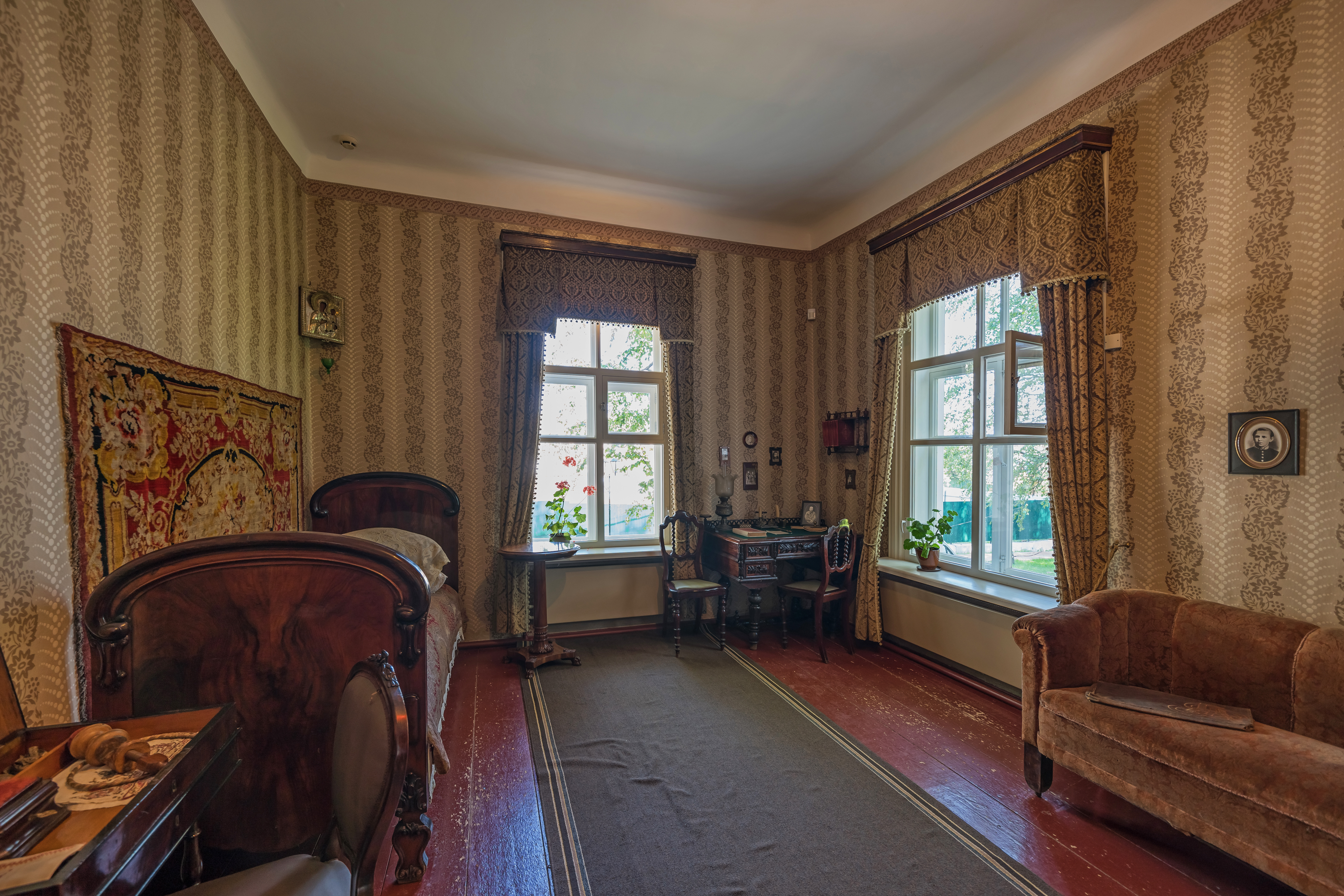
Chambre d'Anna Dostoïevskaïa dans la maison Dostoïevski
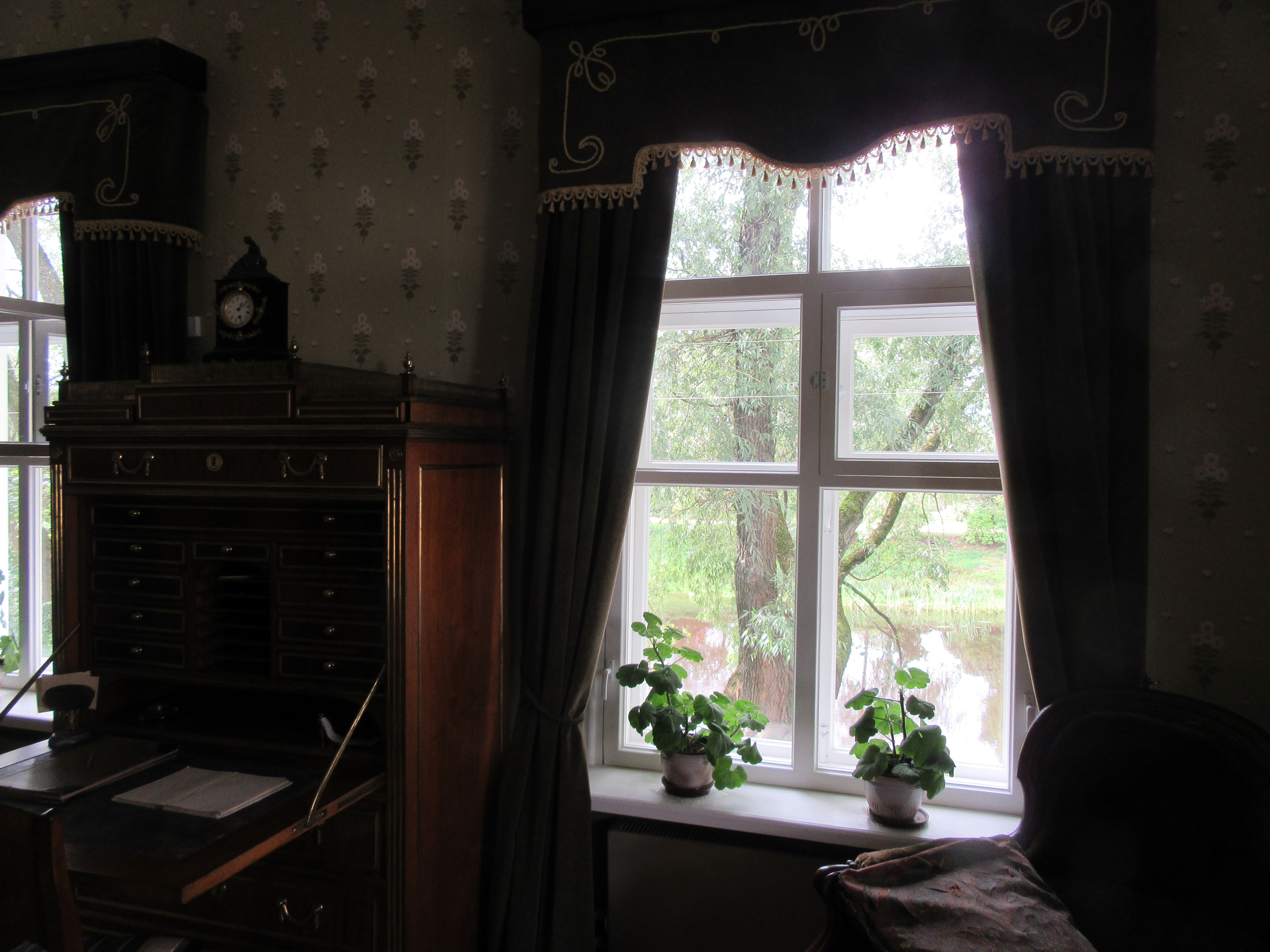
Vue depuis la fenêtre du bureau de Dostoïevski vers la rivière et le chemin

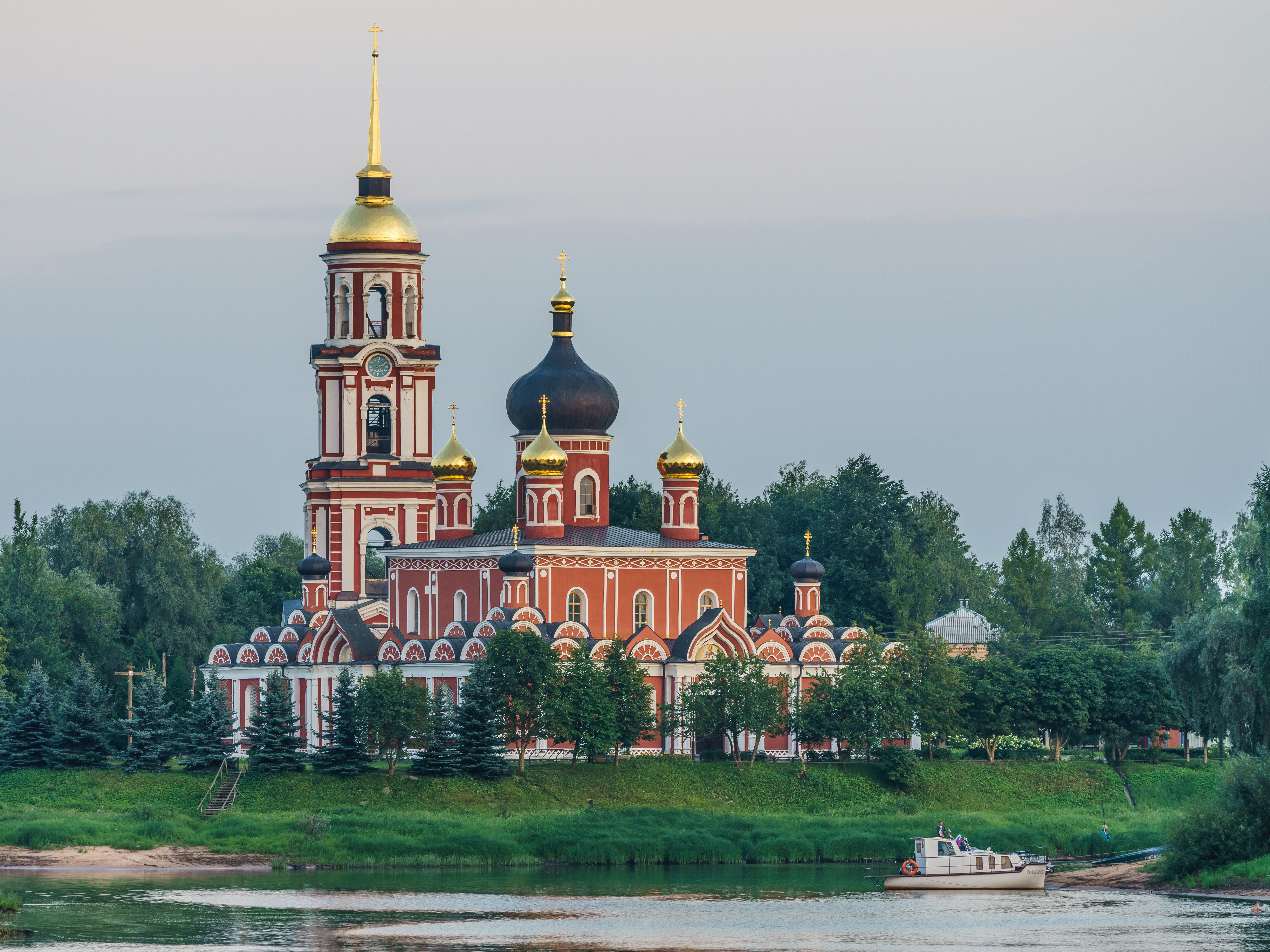
Cathédrale de la Résurrection de Staraïa Roussa à proximité de la maison de Dostoïevski de l'autre côté de la rivière

Des excursions sont organisées par le musée dans la petite ville de Staraïa Roussa sur :  
- La période Staraïa Roussa dans la vie et de l'œuvre de Dostoïevski
- Le lieu de l'action du roman Les frères Karamazov
- Le chemin de l'écrivain vers l'Église orthodoxe

Depuis le 5 juin 2018 a été ouvert également à Staraïa Roussa un nouveau musée consacré au seul roman Les Frères Karamazov ,.